# عورکی بزرگ
عورکی بزرگ، خدابخش یا عورکی، روستایی در دهستان پیرسهراب بخش پیرسهراب شهرستان چابهار در استان سیستان و بلوچستان ایران است. این روستا، مرکز دهستان پیرسهراب است.

## جمعیت
بر پایه سرشماری عمومی نفوس و مسکن در سال ۱۳۹۵، جمعیت این روستا برابر با ۱٬۷۷۰ نفر (۴۰۴ خانوار) بوده‌است.